# Thorvald Sigvard Thrane
Thorwald Sigvard Thrane blev født i 1842 og døde i 1910. Han var søn af Jacob Kondrup Thrane der drev et rebslageri som han sammen med sin bror Ludvig Thrane. I 1873  grundlagde Sigvard Thorvald Thrane  en forretning med russisk hamp som han drev til sin død.  I perioden 1894-1899 var han direktør for Tivoli i København.